# ウィリアム・ヘンリー・ウィルキンソン
サー・ウィリアム・ヘンリー・ウィルキンソン（英語: William Henry Wilkinson、1858年5月10日 - 1930年3月31日）は、イギリスの外交官、中国学者。中国のゲームの収集と研究で知られる。

## 略歴
ウィルキンソンはダービーシャーのベルパーで生まれ、1880年にオックスフォード大学ベリオール・カレッジを卒業した。同年から清や朝鮮のイギリス公使館で働いた。1893年から翌年にかけて朝鮮総領事代理、1899年に寧波の領事、1902年から1911年まで雲南省と貴州省の総領事、1909年に成都、1911年から翌年にかけて奉天、1912年に漢口にあった。1918年に退職し、バースに住んだ。

## 業績

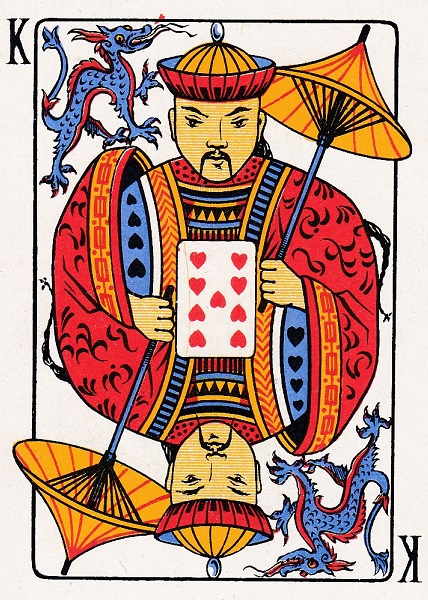
カンフーのキング（9）

朝鮮の領事代理であったときに『朝鮮政府』（英語: The Corean Government）を著した。イザベラ・バード『朝鮮紀行』（1898年）の序文にはこの書物が参考になったことを述べている。
公務と同時に、中国や朝鮮のゲームを収集した。それだけでなく、中国の紙牌をアレンジしたカンフー（英: Khanhoo）というゲームを販売した。1895年にトランプの起源が中国にあるとする説を述べた。
1893年にシャンチーの本を出版している。この本は明代の『橘中秘』にもとづき、長い間英語で書かれたシャンチーに関する唯一の専著だった。また、チャンギの紹介も行った。ステュアート・キューリン『朝鮮のゲーム』（1895年）のチャンギの章はウィルキンソンが書いている。
1893年のシカゴ万国博覧会でさまざまな中国のゲームを展示した。この展示についてはキューリンによる記述があるが、麻雀の初期の版と思われる「中発」というゲームがあったらしい。

## 著書
- The Corean Government: Consitutional Changes. Shanghai. (1897)（朝鮮政府）
- The Game of Khanhoo. London. (1891)[8]
- A Manual of Chinese Chess. Shanghai. (1893)（シャンチーについて）
- “Korean Chess”. The Korean Repository 2:  88-95. (1895).（チャンギについて。上記キューリンの本も参照）
- “Chinese Origin of Playing Cards”. American Anthropologist 8 (1):  61-75. (1895). JSTOR 658442.（中国のカードゲームの紹介、およびトランプの起源が中国にあるという説を述べたもの）
- Bridge Maxims. Hong Kong. (1918)
- Mah-Jongg = Ma chʻüeh : a memorandum. Amsterdam. (1925)[9]